# Serina Backmark
Serina Iddrisu Backmark, född 21 april 2003, är en svensk fotbollsspelare som spelar för AIK.

## Karriär
Backmark inledde sin fotbollskarriär i moderklubben Stuvsta IF där hon spelade mellan 2008 och 2016. Inför säsongen 2017 värvades Backmark till AIK:s akademiverksamhet som hon än idag är en del av. Sedan 2020 är Backmark även en del av AIK:s damers A-lag och har inför säsongen 2022 spelat fem tävlingsmatcher för klubben.
Backmark har även spelat ett flertal matcher i svenska ungdomslandslag. Hon är bland annat en del av den trupp som har tagit sig till F19-EM i Tjeckien 2022. Mästerskapet i Tjeckien är det första för ett svenskt F19-landslag på sju år.
Inför säsongen meddelade AIK att klubben och Backmark var överens om en förlängning av kontraktet över säsongen 2023. Säsongen 2023 blev lyckad både för AIK och Backmark. Målvakten stod för 15 hållna nollor och vaktade stolparna för AIK i 25 av 26 matcher i Elitettan. I december meddelade klubben att man var överens om att förlänga kontraktet med ytterligare två år.